# Константиново (Костромской район)
Константиново — деревня в Костромском районе Костромской области. Входит в состав Кузьмищенского сельского поселения.

## География
Находится в юго-западной части Костромской области на расстоянии приблизительно 10 км на север-северо-восток по прямой от железнодорожной станции Кострома-Новая.

## История
Связано с Константином Дмитриевичем Шеей. Упоминается в грамоте XVI века. Известно, что в 1860 году деревня принадлежала галичскому воеводе князю И. О. Борятинскому. В 1872 году здесь было учтено 22 двора, в 1907 году — 33.

## Население
Постоянное население составляло 121 человек (1872 год), 134 (1897), 179 (1907), 12 в 2002 году (русские 100 %), 23 в 2022.